# Felipe IV de Francia
Felipe IV de Francia, llamado Felipe el Hermoso (Fontainebleau, 1 de julio de 1268-29 de noviembre de 1314), fue rey de Francia y de Navarra.

## Primeros años
Miembro de la dinastía de los Capetos, fue el segundo hijo del rey Felipe III el Atrevido y de su primera esposa Isabel de Aragón. Tuvo como preceptor a Guillermo de Ercuis, antiguo capellán de su padre en su juventud. Tanto sus enemigos como sus admiradores lo apodaban "el Rey de Mármol" o "el Rey de Hierro". Destacó por su personalidad rígida y severa. Uno de sus más acérrimos opositores, el obispo de Pamiers Bernard Saisset, dijo de él: «No es un hombre ni una bestia. Es una estatua».[cita requerida] El papa Bonifacio VIII lo trató de «falsificador».[cita requerida].

## Matrimonio y descendencia
El 14 de agosto de 1284 se casó en la catedral de Notre Dame, en París, con la reina Juana I de Navarra, lo que le confirió el título de Felipe I de Navarra, rey de Navarra y conde de Champaña. 
De este matrimonio nacieron 5 hijos:
- Luis el Hutín (n. 4 de octubre de 1289-m. castillo de Bois de Vincennes, 5 de junio de 1316), rey de Francia y Navarra a la muerte de sus padres de 1314 a 1316. Casado con Margarita de Borgoña y luego con Clemencia de Hungría, padre de Juana II de Navarra y de Juan I de Francia.
- Felipe el Largo (1291-Lyon, 3 de enero de 1322), conde de Borgoña por su matrimonio con Juana de Borgoña (1307) y conde usufructuario de Poitiers (1311), sucedió en el trono de Francia a su sobrino Juan I, de quien era regente. Fue rey de Francia como Felipe V desde 1316 a 1322. Estableció la Ley Sálica o Ley de los Varones, eliminando de la sucesión del trono en la línea principal de los Capetos a su sobrina Juana.
- Carlos el Hermoso (Clermont, 1294-Castillo de Bois de Vincennes 1 de febrero de 1328), conde de la Marche (1314), sucedió a su hermano Felipe V en el trono de 1322 a 1328 como Carlos IV de Francia.
- Isabel, conocida como "la Loba de Francia"[1] (París, 1295 - Roseing, 22 de agosto de 1358), casada con Eduardo II, rey de Inglaterra (1284-1327). Madre de Eduardo III de Inglaterra, quien inició la Guerra de los Cien Años.
- Roberto (1297, París-agosto de 1308, Saint Germain-en-Laye). En el Flores historiarum, de Bernard Guidonis, nombra a "Robertum" como el más joven de los cuatro hijos de Felipe IV de Francia, y agrega que murió "en flore adolescentiæ suæ" y fue enterrado "en el monasterio sororum de Pyssiaco" en agosto de 1308. Había sido prometido en octubre de 1306 (a los nueve años) a Constanza de Sicilia.[cita requerida]

## Reinado
La muerte de su hermano mayor, Luis, envenenado a los 11 años de edad (1276), lo convirtió en el heredero de su padre, al que sucedió a su muerte (5 de octubre de 1285). Fue un rey aficionado a la caza y orgulloso de la grandeza de su linaje (promovió la canonización de su abuelo Luis IX de Francia). Supo rodearse de consejeros y coadjuntores competentes que compartieran sus ideas y gracias a ello fortaleció el poder central del rey de Francia, tanto nacional como internacionalmente. Entre sus consejeros, cabe destacar la figura de Enguerrand de Marigny. Esa política hizo evolucionar a la monarquía. Fortaleció la Corona, sobre todo en el aspecto financiero, con la institución de un tribunal de cuentas y la sustitución de las prestaciones militares personales de los vasallos por impuestos en dinero destinados a contratar mercenarios. La expulsión de los judíos en 1306 respondió también a móviles económicos. 

### Reino de Navarra
Tras la muerte el 4 de abril de 1305 de su esposa Juana I, reina titular de Navarra, las buenas villas, desconfiadas de la administración francesa, se reúnen el 19 de mayo de ese año para acordar que se ayudarían mutuamente para defender el reino frente a algún poderoso que tratara de hacerle daño al tiempo que demandar y mantener íntegramente sus fueros, privilegios y franquezas. Reunidos de nuevo en Pamplona el 27 junio y «dirigían una carta al príncipe don Luis, como primogénito del rey de Francia y heredero de doña Juana, reina de Navarra, dándole el pésame por la muerte de su madre, y recordándole las muchas guerras, escándalos y disensiones que habían ocurrido en Navarra desde la muerte de su abuelo don Enrique, le instaban a que acudiera cuanto antes a tomar posesión del reino.» El día 3 de julio hacen otro tanto, pero esta vez dirigen la carta a Felipe el Hermoso cuya respuesta fue continuar titulándose rey de Francia y de Navarra. La inquietud en el reino continuó y esta vez, es la nobleza, la que se  posiciona, encabezada por algunos ricoshombres navarros, que se reúnen el 11 de octubre de 1306 en Estella con la asistencia de infanzones y buenas villas, acordando «guardar el reino para su señor natural don Luis» requiriéndole a que se personara en Navarra antes de la próxima fiesta de Resurrección de 1307 y que, en caso de no hacerlo, prometían «no obedezcan nin conssientan en governador ninguno, ni en su logartenient, ni en oficial ninguno que por la seynoria sea en el regno de Navarra ata quel vienga en el regno de Navarra a fazer aqueyllo quel deve fazer en el regno de Navarra et los del regno a él.»
En 1307, Luis hizo un viaje relámpago a Navarra, de ochenta días, para asumir la herencia materna, como Luis I de Navarra, y celebrar la ceremonia del juramento regio para, con ello, apaciguar los ánimos entre las clases sociales navarras y reforzar la figura real en un territorio donde aun estaban cicatrizando las heridas abiertas durante la Guerra de la Navarrería. Introdujo reformas administrativas siguiendo el modelo francés de senescalías diviendo Navarra en tres en 1308: la senescalía de Pamplona, con Juan de Joinville, señor de Suly, al frente de la misma y con cierta preeminencia sobre el resto; la senescalía de Estella, en manos de Simón Maydevin, vizconde de Verneuil; y en la senescalía de Tudela figuraba como titular al caballero Gautier de Fontainas junto a otro caballero, Hugo de Trinti, como lugarteniente. Esta reformas, a pesar de todo, apenas tuvieron continuidad y arraigo en el reino navarro.

### Saneamiento de las finanzas del reino
Para sanear las finanzas del reino de Francia, compró el Quercy a los ingleses por un pago de 3000 libras. Atacó injustamente a quienes tenían dinero, lo que implicó a los religiosos de la Iglesia católica, los lombardos, los judíos y los templarios.
Para obtener el paso del ejército francés, a fin de evacuar la Guyena, Felipe prometió a su hermana, Margarita de Francia, en matrimonio al rey Eduardo I de Inglaterra. Después, comprometió a su propia hija Isabel de Francia, con el heredero inglés resultante de la primera unión (el futuro rey Eduardo II de Inglaterra).

### El conflicto con el papa Bonifacio VIII
Desde el principio del reinado de Felipe el Hermoso se habían producido conflictos entre los señores eclesiásticos y los oficiales reales por el ejercicio de todo tipo de derechos sobre los hombres y las tierras, que en general se resolvieron en favor de la jurisdicción real, a pesar de las protestas de los obispos y del papa. El nuevo papa Bonifacio VIII, elegido el día de Nochebuena de 1294, se propuso hacer valer su plenitudo potestatis sobre los reyes y en 1296 promulgó la epístola decretal o bula Clericis laicos en la que prohibía a los soberanos cualquier exacción fiscal sobre el clero sin autorización pontificia, bajo pena de excomunión. La bula papal provocó un breve período de tensión con el rey Felipe que pronto se solucionó mediante un compromiso. Bonifacio VIII, que entonces tenía otras preocupaciones como los conflictos con los aragoneses de Sicilia y los Colonna, se encontraba en la penuria y cedió pronto. Las bulas Romana mater (febrero de 1297) y Etsi de statu (julio de 1297) hicieron que el rey ganara la causa. Este último documento contenía una renuncia formal a las pretensiones emitidas en la epístola decretal Clericis laicos, en defensa de los bienes eclesiásticos contra la arbitrariedad de los reyes[cita requerida]. 
A finales del verano de 1301 la detención del obispo de Pamiers, Bernard Saisset, por orden del rey bajo la acusación de traición desencadena un gravísimo conflicto con el papa Bonifacio VIII, porque la detención constituía una clara violación de los privilegios eclesiásticos, ya que únicamente el papa podía juzgar a un obispo. El motivo del arresto fue forzar a una solución del conflicto por la jurisdicción de Pamiers que enfrentaba al conde de Foix, que tenía el apoyo del rey, y a la Iglesia que contaba con la intervención del papa que había puesto esa diócesis bajo su protección directa. Sin embargo el objetivo último tenía mucho más calado, pues pretendía arrancar a Bonifacio VIII el reconocimiento de la jurisdicción suprema del rey sobre todos sus súbditos, incluidos los miembros de la alta jerarquía eclesiástica, es decir, un reconocimiento de la superioridad absoluta del rey sobre el papa en el interior de su reino.
El 24 de octubre en Senlis, ante Felipe y su consejo, se presentaron los cargos contra el obispo, cuya gravedad, según el rey, justificaban su intervención: Saisset habría intentado arrastrar al conde de Foix en un complot dirigido al levantamiento del Languedoc contra el rey; además habría difundido una falsa profecía de san Luis, rey de Francia, según la cual la dinastía de los Capetos perdería el reino bajo el reinado de su nieto. Sin embargo, las actas del proceso no muestran ninguna prueba que acredite esas acusaciones. Unos días más tarde el consejero real y célebre legista Guillermo de Nogaret envía una carta a Bonifacio VIII para justificar la actuación del rey, en ella amplía la acusación de traidor a la de hereje (se le acusa de haber afirmado que la fornicación no era pecado y que el sacramento de la penitencia era inútil). Así el rebelde contra el rey se convertía también en rebelde contra Dios. 

"Este texto es de una gran importancia histórica. Es en efecto el primero donde se manifiesta la transformación religiosa del poder real. (...) Nogaret declaraba en nombre de Felipe el Hermoso y dirigiéndose a Bonifacio VIII un principio inédito y lleno de consecuencias: Lo que es cometido contra Dios, contra la fe o contra la Iglesia romana, el rey lo considera cometido contra él (...) El reino se convierte en un cuerpo místico cuya cabeza, es decir el rey, esta investida de todos los poderes para preservar la unidad de la fe".

Felipe intentó obtener el desafuero por parte del papa, pero Bonifacio, en la bula Ausculta fili (Escucha, hijo), hecha pública el 5 de diciembre de 1301, reprueba al rey francés por no haber tomado en cuenta otra bula, la Clericis laicos sobre los impuestos a los clérigos, y por no obedecer al obispo de Roma. En Francia, la bula fue quemada, y en lugar de la "Ausculta Fili", circuló inmediatamente una bula falsificada (probablemente obra de Pierre de Flote) llamada Deum time. Sus cinco o seis líneas altaneras se pensaron para incluir una cuidadosa frase: ...Scire te volumnus quod in spiritualibus et temporalibus nobis subes (i. e., queremos que sepas que tú eres nuestro súbdito tanto en los asuntos espirituales como en los temporales). Como si ello no bastara, también se añadía que quien lo negara era un hereje (lo cual era una frase hiriente para "el nieto de San Luis").
Bonifacio VIII convoca a los obispos franceses a Roma para juzgar al rey Felipe, culpable de unos abusos inauditos contra la Iglesia. Felipe responde en 1302 acusando de herejía al papa ante la reunión de los representantes del clero y de la nobleza y por primera vez de la ciudad de París, lo que constituye el nacimiento de los Estados Generales de Francia, y además convoca un concilio general para juzgarlo. El rey, en palabras de Nogaret, se había convertido en el "ángel de Dios" enviado para actuar en su nombre. Esta concepción "pontifical" del poder del rey volverá a aparecer amplificada en 1307 en el proceso contra los Templarios, durante el cual Felipe es definido como "ministro de Dios" y "campeón de la fe" al que incumbe "la defensa de la Iglesia", de la cual el rey debía "rendir cuentas a Dios".
Bonifacio VIII mediante la bula Unam Sanctam declaró, por el contrario, la supremacía del poder espiritual sobre el poder temporal y, por esta vía, la superioridad del papa sobre los reyes, siendo estos últimos responsables ante el jefe de la Iglesia. Su principal proyecto era instaurar una teocracia occidental. 
Los legistas falsificaron la bula para volverla injuriosa contra el poder civil y contra Francia [cita requerida]. Con el apoyo de la población y de los eclesiásticos, el rey envió a su consejero y futuro guardasellos, el caballero Guillermo de Nogaret, con una pequeña escolta armada a Italia, al objeto de arrestar al papa y de hacerlo juzgar por un concilio. Nogaret se reunió con un enemigo personal de Bonifacio VIII, Sciarra Colonna, miembro de la nobleza romana, quien le señaló que el papa se refugiaba en Anagni en Italia.
Nogaret y Colonna llegaron a Anagni y encontraron al papa solo en la gran sala del palacio episcopal, abandonado por sus partidarios. El anciano hombre de 68 años estaba sentado sobre un escaño alto, vestido como de ceremonia y no reaccionó a la irrupción de la tropa armada. Al ver aproximarse a Guillermo de Nogaret y a Sciarra Colonna, inclinó levemente la cabeza y declaró:" He aquí mi cabeza, he aquí mi tiara: moriré, es cierto, pero moriré siendo papa." Guillermo de Nogaret retrocedió, impresionado, mientras que Sciarra Colonna, en su odio hacia Bonifacio VIII, avanzó insolentemente y le dio un cachetazo con su manopla de hierro. Con la violencia del golpe, el anciano cayó estrepitosamente de su trono. Poco después, la población de la ciudad, avergonzada de haber abandonado al papa, se dirigió al palacio y detuvo a los franceses. Pero era demasiado tarde: la violencia de la que había sido víctima, había quebrantado definitivamente la razón de Bonifacio VIII. El papa murió un mes más tarde sin reconocer a sus parientes y rehusando la extremaunción. Este episodio se denominó el «atentado de Anagni» y ocurrió en el año 1303.
Este enorme escándalo salpicó a Felipe el Hermoso. Si bien él no era directamente responsable, aquellos que no lo sabían dedujeron que era mejor no oponerse al rey de Francia.

### Extinción de la Orden de los Templarios
La muerte de Bonifacio VIII permitió a Felipe IV hacer elegir a papas franceses (Benedicto XI en 1303 y Clemente V en 1305). El rey encontró, además, en el papa Clemente V a una personalidad más maleable que estaba bajo su poder. Así que, entre otras cosas, le pidió la supresión de la Orden del Temple en 1307. De modo que, el 13 de octubre de 1307, los templarios fueron llevados a prisión, por orden del rey Felipe, después de haberlos torturado para que admitieran su herejía. En el año 1314, el gran maestre de la orden, Jacques de Molay, pereció en la hoguera en París junto con otros dos templarios, tras un juicio de siete años por herejía (sin haberse comprobado)y al que estuvieron sujetos cerca de quince mil hombres. En la hoguera el gran maestre Jacques de Molay, no solo maldijó al rey Felipe IV sino también a su descendencia de los Capeto, que años después desaparecería de la faz de la tierra, así como al Papa Clemente V, que pocos meses después falleció de una extraña y rara enfermedad que sus médicos no pudieron diagnosticar.

### Política exterior
Felipe IV mantuvo un interés expansivo hacia el este, hacia las regiones de habla francesa al este del río Saona. El conde Otón IV de Borgoña pidió ayuda al rey francés para sacudirse de los lazos con el Imperio que los reyes Rodolfo I de Habsburgo y Adolfo de Nassau hacían imponer. El 2 de marzo de 1295, el rey francés obtuvo un tratado con el conde de Borgoña, por el que se acordó el compromiso matrimonial de Juana, hija del conde de Borgoña, con un hijo del rey de Francia, que sería Felipe el Largo, y aportaría como dote el condado de Borgoña. La guerra civil comenzó en el condado, el rey de los Romanos se alió con el rey inglés para asegurar los derechos imperiales en el condado. Sin embargo, el dinero francés hizo al rey alemán romper la alianza con Inglaterra y retirarse del conflicto con Francia. El rey Felipe IV de Francia intervino en el condado y en 1297 asumió el control del territorio. La boda de Juana de Borgoña se llevó a cabo con Felipe el Largo y tuvo lugar en 1307, pero en 1318 siendo rey confirmó a Juana la posesión hereditaria del condado, una vez fallecido su hijo varón. En 1312 Lyon fue incorporado el dominio real. En 1308 fracasó el intento de la candidatura de su hermano Carlos de Valois como rey de los Romanos, ya que al papado necesitaba un balance de poder que lo liberara de la presión francesa.

## Escándalo de la torre de Nesle
En abril de 1314, meses antes de la muerte de Felipe el Hermoso, hubo un gran escándalo. Margarita de Borgoña, señora de Luis X de Francia, ya rey de Navarra (por su madre Juana I de Navarra), y Blanca de Borgoña (v. 1296-1326), mujer de Carlos (futuro Carlos IV de Francia) fueron denunciadas por Isabel de Francia, hija de Felipe el Hermoso y reina de Inglaterra. Las nueras del rey habrían engañado a sus maridos con los hermanos Felipe de Aunay y Gauthier de Aunay, ambos caballeros del palacio real. Las implicaciones políticas fueron tan graves que el castigo que se les dio fue ejemplar.
Los dos amantes fueron juzgados y condenados por el crimen de lesa majestad, siendo ejecutados en la plaza pública de Pontoise. Despellejados vivos, sus genitales fueron cortados y tirados a los perros. Finalmente fueron decapitados y sus cuerpos arrastrados y colgados por las axilas a la horca. Tal crueldad se explica por la afrenta hecha a la familia real, pero también por poner en peligro la legitimidad de la descendencia de la dinastía.
Margarita de Borgoña fue condenada a llevar el cabello rapado y conducida en un carro cubierto de sábanas negras hacia Château-Gaillard. Ocupó una celda abierta a los vientos en la cima del torreón, donde murió en 1315. Algunos dicen que fue estrangulada, pero sus condiciones de encarcelamiento no ponen en duda una muerte por desgaste del cuerpo.
Blanca de Borgoña también fue rapada, pero se benefició de un «tratamiento favorable», en comparación con el de su prima Margarita, debido a que era la mujer del hijo menor, no del futuro rey de Francia. La encerraron bajo tierra por siete años y luego obtuvo la autorización de tomar el hábito religioso. Se convirtió en reina de Francia estando aún en prisión, el 21 de febrero, hasta que su matrimonio fue anulado el 19 de mayo de 1322 por el papa Juan XXII.
En tercer lugar, la condesa Juana de Borgoña, hermana de Blanca, esposa del futuro rey de Francia Felipe V, fue encerrada en Dourdan como cómplice por haber guardado secreto sobre los amoríos. Apoyada por su madre Mahaut de Artois, se reconcilió con su marido, cuando este era ya el rey Felipe V y se convirtió en reina de Francia en 1317.

## Fallecimiento
Felipe el Hermoso murió tras un accidente de caza, a consecuencia de un derrame en una zona no motriz del cerebro, el 29 de noviembre de 1314 en Fontainebleau. Sus restos fueron enterrados en la basílica de Saint-Denis. A petición propia, su corazón fue llevado al monasterio de Poissy en compañía de la Gran Cruz de los Templarios. Su sepultura, como la de otros príncipes y dignatarios que reposaban en ese lugar, fue profanada por los revolucionarios en 1793.
Le sucedió su hijo Luis X de Francia, Luis el Obstinado”.

## Posteridad
Gracias a la ayuda de los juristas, transformó un estado feudal en una monarquía absolutista, en la que la voluntad del rey se imponía a todos. Instauró un impuesto nacional sobre todo el reino francés.[cita requerida] Igualmente, extendió el territorio del reino, notablemente con la anexión de Lille después de la firma del tratado de Athis-sur-Orge.
Sus contemporáneos lo juzgaron como poseedor de una extraña expresión facial, pues su mirada era fija y no parpadeaba durante mucho tiempo, y de una rara belleza y un físico entero «parecía una viva imagen de la grandeza y majestad de los Reyes de Francia».[cita requerida]
| Predecesor: Juana I    | Rey de Navarra, conde de Champaña y Brie (jure uxoris; junto a su esposa Juana) 1284-1305 | Sucesor: Luis X |
| Predecesor: Felipe III | Rey de Francia 1285-1314                                                                  | Sucesor: Luis X |

## Ancestros
| \| \| \| \| \| \| \| \| \| \| \| \| \| \| \| \| \| \| \| \| 16. Felipe II de Francia \| \| \| \| \| \| \| \| \| \| \| \| \| \| \| \| \| \| \| \| \| \| \| \| \| \| \| \| \| \| \| \| \| \| \| \| \| \| \| \| \| \| \| \| \| \| \| \| \| \| \| \| \| \| 8. Luis VIII de Francia \| \| \| \| \| \| \| \| \| \| \| \| \| \| \| \| \| \| \| \| \| \| \| \| \| \| \| \| \| \| \| \| \| \| \| \| \| \| \| \| \| \| \| \| \| \| \| \| \| \| \| \| \| \| 17. Isabel de Henao \| \| \| \| \| \| \| \| \| \| \| \| \| \| \| \| \| \| \| \| \| \| \| \| \| \| \| \| \| \| \| \| \| \| \| \| \| \| \| \| \| \| \| \| \| \| \| \| \| \| \| \| \| \| 4. Luis IX de Francia \| \| \| \| \| \| \| \| \| \| \| \| \| \| \| \| \| \| \| \| \| \| \| \| \| \| \| \| \| \| \| \| \| \| \| \| \| \| \| \| \| \| \| \| \| \| \| \| \| \| \| \| \| \| 18. Alfonso VIII de Castilla \| \| \| \| \| \| \| \| \| \| \| \| \| \| \| \| \| \| \| \| \| \| \| \| \| \| \| \| \| \| \| \| \| \| \| \| \| \| \| \| \| \| \| \| \| \| \| \| \| \| \| \| \| \| 9. Infanta Blanca de Castilla \| \| \| \| \| \| \| \| \| \| \| \| \| \| \| \| \| \| \| \| \| \| \| \| \| \| \| \| \| \| \| \| \| \| \| \| \| \| \| \| \| \| \| \| \| \| \| \| \| \| \| \| \| \| 19. Princesa Leonor de Inglaterra \| \| \| \| \| \| \| \| \| \| \| \| \| \| \| \| \| \| \| \| \| \| \| \| \| \| \| \| \| \| \| \| \| \| \| \| \| \| \| \| \| \| \| \| \| \| \| \| \| \| \| \| \| \| 2. Felipe III de Francia \| \| \| \| \| \| \| \| \| \| \| \| \| \| \| \| \| \| \| \| \| \| \| \| \| \| \| \| \| \| \| \| \| \| \| \| \| \| \| \| \| \| \| \| \| \| \| \| \| \| \| \| \| \| 20. Alfonso II de Provenza \| \| \| \| \| \| \| \| \| \| \| \| \| \| \| \| \| \| \| \| \| \| \| \| \| \| \| \| \| \| \| \| \| \| \| \| \| \| \| \| \| \| \| \| \| \| \| \| \| \| \| \| \| \| 10. Ramón Berenguer V de Provenza \| \| \| \| \| \| \| \| \| \| \| \| \| \| \| \| \| \| \| \| \| \| \| \| \| \| \| \| \| \| \| \| \| \| \| \| \| \| \| \| \| \| \| \| \| \| \| \| \| \| \| \| \| \| 21. Garsenda de Sabran \| \| \| \| \| \| \| \| \| \| \| \| \| \| \| \| \| \| \| \| \| \| \| \| \| \| \| \| \| \| \| \| \| \| \| \| \| \| \| \| \| \| \| \| \| \| \| \| \| \| \| \| \| \| 5. Margarita de Provenza \| \| \| \| \| \| \| \| \| \| \| \| \| \| \| \| \| \| \| \| \| \| \| \| \| \| \| \| \| \| \| \| \| \| \| \| \| \| \| \| \| \| \| \| \| \| \| \| \| \| \| \| \| \| 22. Tomás I de Saboya \| \| \| \| \| \| \| \| \| \| \| \| \| \| \| \| \| \| \| \| \| \| \| \| \| \| \| \| \| \| \| \| \| \| \| \| \| \| \| \| \| \| \| \| \| \| \| \| \| \| \| \| \| \| 11. Beatriz de Saboya \| \| \| \| \| \| \| \| \| \| \| \| \| \| \| \| \| \| \| \| \| \| \| \| \| \| \| \| \| \| \| \| \| \| \| \| \| \| \| \| \| \| \| \| \| \| \| \| \| \| \| \| \| \| 23. Margarita de Ginebra \| \| \| \| \| \| \| \| \| \| \| \| \| \| \| \| \| \| \| \| \| \| \| \| \| \| \| \| \| \| \| \| \| \| \| \| \| \| \| \| \| \| \| \| \| \| \| \| \| \| \| \| \| \| 1. Felipe IV de Francia \| \| \| \| \| \| \| \| \| \| \| \| \| \| \| \| \| \| \| \| \| \| \| \| \| \| \| \| \| \| \| \| \| \| \| \| \| \| \| \| \| \| \| \| \| \| \| \| \| \| \| \| \| \| 24. Alfonso II de Aragón \| \| \| \| \| \| \| \| \| \| \| \| \| \| \| \| \| \| \| \| \| \| \| \| \| \| \| \| \| \| \| \| \| \| \| \| \| \| \| \| \| \| \| \| \| \| \| \| \| \| \| \| \| \| 12. Pedro II de Aragón \| \| \| \| \| \| \| \| \| \| \| \| \| \| \| \| \| \| \| \| \| \| \| \| \| \| \| \| \| \| \| \| \| \| \| \| \| \| \| \| \| \| \| \| \| \| \| \| \| \| \| \| \| \| 25. Infanta Sancha de Castilla \| \| \| \| \| \| \| \| \| \| \| \| \| \| \| \| \| \| \| \| \| \| \| \| \| \| \| \| \| \| \| \| \| \| \| \| \| \| \| \| \| \| \| \| \| \| \| \| \| \| \| \| \| \| 6. Jaime I de Aragón \| \| \| \| \| \| \| \| \| \| \| \| \| \| \| \| \| \| \| \| \| \| \| \| \| \| \| \| \| \| \| \| \| \| \| \| \| \| \| \| \| \| \| \| \| \| \| \| \| \| \| \| \| \| 26. Guillermo VIII de Montpellier \| \| \| \| \| \| \| \| \| \| \| \| \| \| \| \| \| \| \| \| \| \| \| \| \| \| \| \| \| \| \| \| \| \| \| \| \| \| \| \| \| \| \| \| \| \| \| \| \| \| \| \| \| \| 13. María de Montpellier \| \| \| \| \| \| \| \| \| \| \| \| \| \| \| \| \| \| \| \| \| \| \| \| \| \| \| \| \| \| \| \| \| \| \| \| \| \| \| \| \| \| \| \| \| \| \| \| \| \| \| \| \| \| 27. Eudoxia Comnena \| \| \| \| \| \| \| \| \| \| \| \| \| \| \| \| \| \| \| \| \| \| \| \| \| \| \| \| \| \| \| \| \| \| \| \| \| \| \| \| \| \| \| \| \| \| \| \| \| \| \| \| \| \| 3. Infanta Isabel de Aragón \| \| \| \| \| \| \| \| \| \| \| \| \| \| \| \| \| \| \| \| \| \| \| \| \| \| \| \| \| \| \| \| \| \| \| \| \| \| \| \| \| \| \| \| \| \| \| \| \| \| \| \| \| \| 28. Bela III de Hungría \| \| \| \| \| \| \| \| \| \| \| \| \| \| \| \| \| \| \| \| \| \| \| \| \| \| \| \| \| \| \| \| \| \| \| \| \| \| \| \| \| \| \| \| \| \| \| \| \| \| \| \| \| \| 14. Andrés II de Hungría \| \| \| \| \| \| \| \| \| \| \| \| \| \| \| \| \| \| \| \| \| \| \| \| \| \| \| \| \| \| \| \| \| \| \| \| \| \| \| \| \| \| \| \| \| \| \| \| \| \| \| \| \| \| 29. Inés de Chatillon \| \| \| \| \| \| \| \| \| \| \| \| \| \| \| \| \| \| \| \| \| \| \| \| \| \| \| \| \| \| \| \| \| \| \| \| \| \| \| \| \| \| \| \| \| \| \| \| \| \| \| \| \| \| 7. Princesa Violante de Hungría \| \| \| \| \| \| \| \| \| \| \| \| \| \| \| \| \| \| \| \| \| \| \| \| \| \| \| \| \| \| \| \| \| \| \| \| \| \| \| \| \| \| \| \| \| \| \| \| \| \| \| \| \| \| 30. Pedro II de Courtenay \| \| \| \| \| \| \| \| \| \| \| \| \| \| \| \| \| \| \| \| \| \| \| \| \| \| \| \| \| \| \| \| \| \| \| \| \| \| \| \| \| \| \| \| \| \| \| \| \| \| \| \| \| \| 15. Yolanda de Courtenay \| \| \| \| \| \| \| \| \| \| \| \| \| \| \| \| \| \| \| \| \| \| \| \| \| \| \| \| \| \| \| \| \| \| \| \| \| \| \| \| \| \| \| \| \| \| \| \| \| \| \| \| \| \| 31. Yolanda de Flandes \| \| \| \| \| \| \| \| \| \| \| \| \| \| \| \| \| \| \| \| \| \| \| \| \| \| \| \| \| \| \| \| \| \| \| \| \| \| \| \| \| \| \| \| \| \| \| \| \| \| \| \| |                                   |  |  |  |  |  |  |  |  |  |  |  |  |  |  |  |
| |                                   |  |  |  |  |  |  |  |  |  |  |  |  |  |  |  |
| | 16. Felipe II de Francia          |  |  |  |  |  |  |  |  |  |  |  |  |  |  |  |
| |                                   |  |  |  |  |  |  |  |  |  |  |  |  |  |  |  |
| |                                   |  |  |  |  |  |  |  |  |  |  |  |  |  |  |  |
| | 8. Luis VIII de Francia           |  |  |  |  |  |  |  |  |  |  |  |  |  |  |  |
| |                                   |  |  |  |  |  |  |  |  |  |  |  |  |  |  |  |
| |                                   |  |  |  |  |  |  |  |  |  |  |  |  |  |  |  |
| | 17. Isabel de Henao               |  |  |  |  |  |  |  |  |  |  |  |  |  |  |  |
| |                                   |  |  |  |  |  |  |  |  |  |  |  |  |  |  |  |
| |                                   |  |  |  |  |  |  |  |  |  |  |  |  |  |  |  |
| | 4. Luis IX de Francia             |  |  |  |  |  |  |  |  |  |  |  |  |  |  |  |
| |                                   |  |  |  |  |  |  |  |  |  |  |  |  |  |  |  |
| |                                   |  |  |  |  |  |  |  |  |  |  |  |  |  |  |  |
| | 18. Alfonso VIII de Castilla      |  |  |  |  |  |  |  |  |  |  |  |  |  |  |  |
| |                                   |  |  |  |  |  |  |  |  |  |  |  |  |  |  |  |
| |                                   |  |  |  |  |  |  |  |  |  |  |  |  |  |  |  |
| | 9. Infanta Blanca de Castilla     |  |  |  |  |  |  |  |  |  |  |  |  |  |  |  |
| |                                   |  |  |  |  |  |  |  |  |  |  |  |  |  |  |  |
| |                                   |  |  |  |  |  |  |  |  |  |  |  |  |  |  |  |
| | 19. Princesa Leonor de Inglaterra |  |  |  |  |  |  |  |  |  |  |  |  |  |  |  |
| |                                   |  |  |  |  |  |  |  |  |  |  |  |  |  |  |  |
| |                                   |  |  |  |  |  |  |  |  |  |  |  |  |  |  |  |
| | 2. Felipe III de Francia          |  |  |  |  |  |  |  |  |  |  |  |  |  |  |  |
| |                                   |  |  |  |  |  |  |  |  |  |  |  |  |  |  |  |
| |                                   |  |  |  |  |  |  |  |  |  |  |  |  |  |  |  |
| | 20. Alfonso II de Provenza        |  |  |  |  |  |  |  |  |  |  |  |  |  |  |  |
| |                                   |  |  |  |  |  |  |  |  |  |  |  |  |  |  |  |
| |                                   |  |  |  |  |  |  |  |  |  |  |  |  |  |  |  |
| | 10. Ramón Berenguer V de Provenza |  |  |  |  |  |  |  |  |  |  |  |  |  |  |  |
| |                                   |  |  |  |  |  |  |  |  |  |  |  |  |  |  |  |
| |                                   |  |  |  |  |  |  |  |  |  |  |  |  |  |  |  |
| | 21. Garsenda de Sabran            |  |  |  |  |  |  |  |  |  |  |  |  |  |  |  |
| |                                   |  |  |  |  |  |  |  |  |  |  |  |  |  |  |  |
| |                                   |  |  |  |  |  |  |  |  |  |  |  |  |  |  |  |
| | 5. Margarita de Provenza          |  |  |  |  |  |  |  |  |  |  |  |  |  |  |  |
| |                                   |  |  |  |  |  |  |  |  |  |  |  |  |  |  |  |
| |                                   |  |  |  |  |  |  |  |  |  |  |  |  |  |  |  |
| | 22. Tomás I de Saboya             |  |  |  |  |  |  |  |  |  |  |  |  |  |  |  |
| |                                   |  |  |  |  |  |  |  |  |  |  |  |  |  |  |  |
| |                                   |  |  |  |  |  |  |  |  |  |  |  |  |  |  |  |
| | 11. Beatriz de Saboya             |  |  |  |  |  |  |  |  |  |  |  |  |  |  |  |
| |                                   |  |  |  |  |  |  |  |  |  |  |  |  |  |  |  |
| |                                   |  |  |  |  |  |  |  |  |  |  |  |  |  |  |  |
| | 23. Margarita de Ginebra          |  |  |  |  |  |  |  |  |  |  |  |  |  |  |  |
| |                                   |  |  |  |  |  |  |  |  |  |  |  |  |  |  |  |
| |                                   |  |  |  |  |  |  |  |  |  |  |  |  |  |  |  |
| | 1. Felipe IV de Francia           |  |  |  |  |  |  |  |  |  |  |  |  |  |  |  |
| |                                   |  |  |  |  |  |  |  |  |  |  |  |  |  |  |  |
| |                                   |  |  |  |  |  |  |  |  |  |  |  |  |  |  |  |
| | 24. Alfonso II de Aragón          |  |  |  |  |  |  |  |  |  |  |  |  |  |  |  |
| |                                   |  |  |  |  |  |  |  |  |  |  |  |  |  |  |  |
| |                                   |  |  |  |  |  |  |  |  |  |  |  |  |  |  |  |
| | 12. Pedro II de Aragón            |  |  |  |  |  |  |  |  |  |  |  |  |  |  |  |
| |                                   |  |  |  |  |  |  |  |  |  |  |  |  |  |  |  |
| |                                   |  |  |  |  |  |  |  |  |  |  |  |  |  |  |  |
| | 25. Infanta Sancha de Castilla    |  |  |  |  |  |  |  |  |  |  |  |  |  |  |  |
| |                                   |  |  |  |  |  |  |  |  |  |  |  |  |  |  |  |
| |                                   |  |  |  |  |  |  |  |  |  |  |  |  |  |  |  |
| | 6. Jaime I de Aragón              |  |  |  |  |  |  |  |  |  |  |  |  |  |  |  |
| |                                   |  |  |  |  |  |  |  |  |  |  |  |  |  |  |  |
| |                                   |  |  |  |  |  |  |  |  |  |  |  |  |  |  |  |
| | 26. Guillermo VIII de Montpellier |  |  |  |  |  |  |  |  |  |  |  |  |  |  |  |
| |                                   |  |  |  |  |  |  |  |  |  |  |  |  |  |  |  |
| |                                   |  |  |  |  |  |  |  |  |  |  |  |  |  |  |  |
| | 13. María de Montpellier          |  |  |  |  |  |  |  |  |  |  |  |  |  |  |  |
| |                                   |  |  |  |  |  |  |  |  |  |  |  |  |  |  |  |
| |                                   |  |  |  |  |  |  |  |  |  |  |  |  |  |  |  |
| | 27. Eudoxia Comnena               |  |  |  |  |  |  |  |  |  |  |  |  |  |  |  |
| |                                   |  |  |  |  |  |  |  |  |  |  |  |  |  |  |  |
| |                                   |  |  |  |  |  |  |  |  |  |  |  |  |  |  |  |
| | 3. Infanta Isabel de Aragón       |  |  |  |  |  |  |  |  |  |  |  |  |  |  |  |
| |                                   |  |  |  |  |  |  |  |  |  |  |  |  |  |  |  |
| |                                   |  |  |  |  |  |  |  |  |  |  |  |  |  |  |  |
| | 28. Bela III de Hungría           |  |  |  |  |  |  |  |  |  |  |  |  |  |  |  |
| |                                   |  |  |  |  |  |  |  |  |  |  |  |  |  |  |  |
| |                                   |  |  |  |  |  |  |  |  |  |  |  |  |  |  |  |
| | 14. Andrés II de Hungría          |  |  |  |  |  |  |  |  |  |  |  |  |  |  |  |
| |                                   |  |  |  |  |  |  |  |  |  |  |  |  |  |  |  |
| |                                   |  |  |  |  |  |  |  |  |  |  |  |  |  |  |  |
| | 29. Inés de Chatillon             |  |  |  |  |  |  |  |  |  |  |  |  |  |  |  |
| |                                   |  |  |  |  |  |  |  |  |  |  |  |  |  |  |  |
| |                                   |  |  |  |  |  |  |  |  |  |  |  |  |  |  |  |
| | 7. Princesa Violante de Hungría   |  |  |  |  |  |  |  |  |  |  |  |  |  |  |  |
| |                                   |  |  |  |  |  |  |  |  |  |  |  |  |  |  |  |
| |                                   |  |  |  |  |  |  |  |  |  |  |  |  |  |  |  |
| | 30. Pedro II de Courtenay         |  |  |  |  |  |  |  |  |  |  |  |  |  |  |  |
| |                                   |  |  |  |  |  |  |  |  |  |  |  |  |  |  |  |
| |                                   |  |  |  |  |  |  |  |  |  |  |  |  |  |  |  |
| | 15. Yolanda de Courtenay          |  |  |  |  |  |  |  |  |  |  |  |  |  |  |  |
| |                                   |  |  |  |  |  |  |  |  |  |  |  |  |  |  |  |
| |                                   |  |  |  |  |  |  |  |  |  |  |  |  |  |  |  |
| | 31. Yolanda de Flandes            |  |  |  |  |  |  |  |  |  |  |  |  |  |  |  |
| |                                   |  |  |  |  |  |  |  |  |  |  |  |  |  |  |  |
| |                                   |  |  |  |  |  |  |  |  |  |  |  |  |  |  |  |